# E-government
E-government (afgeleid van elektronische overheid, ook bekend als eGov, digitale overheid of overheid online). E-government refereert aan het gebruik van informatie- en communicatietechnologie (ICT) om informatie en diensten aan burgers, bedrijven en overheden ter beschikking te stellen.
De diensten zelf kunnen onder meer gebruikmaken van internet, digitale televisie, sms, 4G en wifi. De uitwisseling betreft zowel informatieve, interactieve als transactionele diensten waarbij in het laatste geval een aanvraagproces volledig gedigitaliseerd verloopt.

## Definities en omschrijvingen
Er bestaat geen eenduidige definitie van e-government. E-government kan worden omschreven als het gebruik van informatie- en communicatietechnologie bij overheidsdiensten in combinatie met organisatorische veranderingen en nieuwe vaardigheden met het oog op een verbetering van de openbare diensten. E-government gaat in essentie over het inzetten van nieuwe technologieën (ICT) en proces(re)organisatie met als doel de dienstverlening naar de klant te verbeteren en de interne efficiëntie van de overheid te verhogen.
De Verenigde Naties omschrijft e-government als een permanente betrokkenheid van overheden met het oog op het verbeteren van de relaties tussen private personen en de overheidssector door een betere, effectieve en efficiëntie dienstverlening, betere informatie en kennis. (“A permanent commitment by government to improve the relationship between the private citizen and the public sector through enhanced, cost-effective and efficient delivery of services, information and knowledge.")
De nadruk ligt hierbij op het permanent karakter van de inspanningen en op het verbeteren van de relaties tussen overheid en burger.
De wereldbank legt de nadruk op het aspect van de informatie technologie als instrument. De wereldbank beschrijft e-government als het gebruik van informatie technologie door overheidsdiensten met het oog op het veranderen van de relaties met burgers, bedrijven en andere overheidsdiensten. Het gebruik van informatietechnologie kan bijdragen tot diverse doelen: een betere dienstverlening aan burgers, een verbeterde interactie met ondernemingen en industrie, een betere betrokkenheid van burgers, bijvoorbeeld door middel van toegang tot informatie, of door een meer efficiënt overheidsbeheer. ("The use by government agencies of information technologies […] that have the ability to transform relations with citizens, businesses, and other arms of government. These technologies can serve a variety of different ends: better delivery of government services to citizens, improved interactions with business and industry, citizen empowerment through access to information, or more efficient government management.")
De Europese Unie beschrijft e-government als het uitvoeren van elektronische transacties met de overheid inclusief de daarbij betrokken processen. De Europese commissie stelt eveneens dat in de huidige informatiesamenleving, klanten in steeds toenemende mate van de overheid verwachten dat zij een toegankelijke en klantgerichte dienstverlening aanbiedt. ("The carrying out of government business transactions electronically, usually over the Internet, but including all the related real-world processes. In our information society, customers increasingly expect government to be accessible and convenient. As customers' expectations increase, governments must adopt eGovernment strategies"). In haar ministeriële verklaring met betrekking tot e-government brengt de Europese unie naast het gebruik van ICT voor een goede overheidsvoering, vijf principes naar voor die allen door middel van e-government dienen verbeterd te worden: openheid, participatie, verantwoording, effectiviteit en samenhang. Verder heeft de Europese Unie ook aandacht voor de mogelijkheden van ICT op het gebied van het versterken van de democratie door middel van een betere participatie en bewustmaking door de ontwikkeling van zogenaamde "e-community's".
De Vlaamse overheid hanteert een brede definitie waarin ze een combinatie maakt van de elementen die ook in de andere definities terugkeren. De definitie legt meer nadruk op de samenhang met organisatorische verandering. E-government is het gebruik van ICT bij overheidsdiensten in combinatie met organisatorische veranderingen en nieuwe vaardigheden om te komen tot een efficiëntere werking van de overheid gericht op een betere dienstverlening aan de klant.

## Het doel van e-government
Informatie- en Communicatietechnologie (ICT) is een middel en een hefboom om de werking van de overheid te optimaliseren. E-government is een instrument in het streven naar een efficiënt en effectief overheidsbeleid. Het uiteindelijke doel van e-government is dat organisaties ICT als een middel beschouwen om tot een klantgerichte dienstverlening te komen naar hun klanten. E-government is als begrip van belang omdat het de aandacht richt op een efficiënt en klantgericht functioneren van de overheidssector. E-government omvat de digitalisering van de interne werking, het verbeteren van dienstverlening door middel van de automatisering van transacties en het elektronisch verspreiden van overheidsinformatie alsook over het verhogen van de participatie van burgers naar de overheid toe.

## Geschiedenis
Het ontstaan van e-government kan niet los worden gezien van de modernisering van de publieke sector. De modernisering van de overheid met het oog op het verhogen van de efficiëntie en effectiviteit staat al meer dan 2 decennia op de politieke en bestuurlijke agenda. Drijvende krachten van deze ‘good governance’ waren de OECD en een aantal internationale consultancy bedrijven. In België ontstond in lijn met het ‘good governance’ gedachtegoed in 1993 het handvest van de gebruiker van de openbare diensten.
Vanaf de jaren 90 ging ICT een steeds grotere rol spelen in de modernisering van de overheid. In die periode begint ICT ook een meer prominente rol te spelen bij het efficiënt beheren van data en bij de gegevensuitwisseling tussen overheden. Een goed voorbeeld in België is de oprichting van de KSZ (Kruispuntbank van de Sociale Zekerheid). De term e-government vindt ingang in de late jaren 90. In België en Vlaanderen worden begin 2000 de eerste e-government diensten opgericht. Bij de Federale overheid is dit (Fedict) en bij de Vlaamse overheid de e-governmentcel die in 2005 werd omgevormd tot de coördinatiecel Vlaams e-government – CORVE).
Typische e-government producten in België zijn de SIS-kaart in het kader van de sociale zekerheid en de e-ID (elektronische identiteitskaart).

## Nederland
In Nederland is er het begrip digitale overheid, ook wel e-overheid genoemd. In het bijzonder is er e-Overheid voor Bedrijven (e-OvB), onderdeel van de Rijksdienst voor Ondernemend Nederland. Verder is er MijnOverheid. Zie ook ICTU.
De Wet digitale overheid regelt:
- de bevoegdheid om bepaalde standaarden te verplichten in het elektronisch verkeer van de overheid
- het stellen van regels over informatieveiligheid
- de verantwoordelijkheid voor het beheer van de voorzieningen en diensten binnen de generieke digitale overheidsinfrastructuur (GDI)
- de digitale toegang tot publieke dienstverlening voor burgers en bedrijven

## België
De Belgische federale regering voorziet met CSAM in een systeem van identiteits- en toegangsbeheer binnen het e-government. 